# Chýnice
Obec Chýnice (název pomnožný: v Chýnicích, do Chýnic, v kontrastu k nedaleké Chýni) leží v okrese Praha-západ, kraj Středočeský. Žije zde 436 obyvatel.
Hlavní město Praha je vzdáleno 4 km, 14 km západně leží město Beroun a 20 km severozápadně leží město Kladno.

## Historie
První písemná zmínka o vsi pochází z roku 1339. Název sídla se v průběhu staletí znatelně proměnil; původní podoba, užívaná ještě v 15. století, zněla Chanice (tedy ves lidí Chánových či Cháňových), postupně přešla v Chajnice a Chejnice, k poslednímu tvaru pak v novější době byla utvořena domněle spisovná podoba Chýnice, která je dnes úředním názvem.
Na Radotínském potoce v těsné blízkosti vesnice byly vybudovány hned čtyři mlýny. Dolní mlýn, Hladkovský mlýn, Malý mlýn, Dubečský mlýn.
Byly zakládány rodové tradice pevně usazených kontribučních sedláků a chalupníků, kteří své grunty po staletí předávali vždy některému ze svých potomků. Spolu s nimi se ve vsi rozvíjela řemesla a služby. Tyto tradice začaly měnit až události ve 20. století.
Po roce 1918 vznikají v obci spolky baráčníků, dobrovolných hasičů, fotbalový klub a amatérské divadlo.Také se začal používat nový název obce - Chýnice.
V obci Chýnice byly v roce 1932 evidovány tyto živnosti a obchody: 2 hostince, kovář, krejčí, mlýn, 5 rolníků, řezník, 2 obchody se smíšeným zbožím, trafika.
Po druhé  světové válce vznikl v obci nedostatek pracovních sil, protože nemajetní obyvatelé, kteří pracovali u sedláků odešli do vysídleného pohraniční. Většina spolků zanikla. K zásadnímu zvratu však došlo po roce 1950 při násilné kolektivizaci zemědělství, ale i řemesel a služeb. Vzniklo Jednotné zemědělské družstvo, které však nebylo životaschopné a postupně upadalo. Objekty chátraly a lidé odkázání pouze na družstvo živořili. V roce 1961 převzal kolabující JZD Státní statek Jeneč a situace se poměrně  stabilizovala. V 70. a 80. letech  dostaly opuštěné mlýny pod Chýnicemi, nové majitele, kteří začali obnovovat zchátralá stavení a chovat koně pro sportovní vyžití.

## Současnost
Po roce 1989 byly majetky i půda vráceny původním majitelům, ale zemědělské výrobě se věnuje jen několik málo původních vlastníků. Obec se začala znovu rozvíjet. V roce 1999 byl v obci vybudován obecní vodovod a kanalizace, v roce 2001 byla provedena  plynofikace a vybudováno dětské hřiště. Začala nová výstavba rodinných domků v lokalitách K Prameni, K Ousuší, Na Týnici, K Mejtku, U Potoka a U Požární nádrže. V obci je jedna restaurace. Dopravní spojení z hlavním městem, kde je zaměstnána velká část místních obyvatel zajišťují dvě autobusové linky. Děti navštěvují školy v Praze.

## Obyvatelstvo

### Počet obyvatel
Počet obyvatel je uváděn za Chýnice podle výsledků sčítání lidu včetně místních části, které k nim v konkrétní době patří. Je patrné, že stejně jako v jiných menších obcích Česka počet obyvatel v posledních letech roste. V celé chýnické aglomeraci nicméně žije necelých 1 tisíce obyvatel.
| 1869 | 1880 | 1890 | 1900 | 1910 | 1921 | 1930 | 1950 | 1961 | 1970 | 1980 | 1991 | 2001 | 2011 |
| ---- | ---- | ---- | ---- | ---- | ---- | ---- | ---- | ---- | ---- | ---- | ---- | ---- | ---- |
| 282  | 290  | 288  | 348  | 351  | 353  | 365  | 270  | 255  | 244  | 232  | 205  | 228  | 390  |

| 1869 | 1880 | 1890 | 1900 | 1910 | 1921 | 1930 | 1950 | 1961 | 1970 | 1980 | 1991 | 2001 | 2011 |
| ---- | ---- | ---- | ---- | ---- | ---- | ---- | ---- | ---- | ---- | ---- | ---- | ---- | ---- |
| 43   | 43   | 43   | 50   | 51   | 54   | 67   | 77   | 72   | 65   | 69   | 76   | 91   | 139  |

## Doprava
Silniční síť
- Obcí prochází silnice II/101 v úseku Radotín - Chýnice - Rudná.

MHD
- V obci staví dva autobusy
  - Autobus 301 - Praha, Luka - Chýnice
  - Autobus 309 - Praha, Zličín - Nádraží Radotín